# Denise Naville
Denise Naville, ou Denise Lévy, née Denise Kahn le 26 juin 1896 à Sarreguemines en Alsace-Lorraine et morte le 20 janvier 1969 à Paris, est une écrivaine et traductrice française active dans le mouvement surréaliste et le trotskysme.
Elle a traduit en français ou en allemand des écrits de nombreux auteurs dont Léon Trotsky, Friedrich Hölderlin, Hans Erich Nossack, Carl von Clausewitz, Friedrich Engels, Nikolaï Boukharine et Paul Celan.

## Biographie
Denise Kahn est née le 26 juin 1896, dans une famille francophone de Sarreguemines, alors dans la province impériale allemande d'Alsace-Lorraine. Simone Kahn (ultérieurement Simone Breton) et Janine Kahn (ultérieurement Janine Queneau) sont ses cousines,.
Elle étudie à Strasbourg pendant les années de la Première Guerre mondiale et suit les cours de George Simmel, philosophe et sociologue berlinois.
En 1921 elle épouse Georges Lévy, un médecin, et déménage à Strasbourg où elle participe activement à la vie intellectuelle des milieux socialistes strasbourgeois.
En 1922 elle a 26 ans et effectue ses premières traductions d’allemand en français pour la revue Littérature. En 1924, elle effectue pour la revue Commerce, dirigée par Jean Paulhan, une traduction de la pièce de Georg Büchner Leonce et Lena. Mais son nom de traductrice est ommis dans la publication. Un rectificatif est publié dans le numéro suivant de la revue.
En 1925 elle effectue des traductions pour La Révolution surréaliste. Elle est intégrée au cercle du surréalisme. André Breton, Louis Aragon, René Char et Paul Éluard lui consacrent des poèmes. Maxime Alexandre et Aragon se disputent ses faveurs et Aragon multiplie la correspondance et les séjours à Strasbourg.[réf. souhaitée]
Divorcée de Georges Lévy, elle épouse en 1926 en secondes noces Pierre Naville, cofondateur de La Révolution surréaliste qu'elle fréquentait depuis 1924. Elle déménage à Paris.
Le couple s'éloigne du surréalisme pour soutenir Trotski contre les dérives staliniennes de l'Internationale communiste et crée un lien d'amitié personnelle avec Léon et Natalia alors en exil. En 1928, Denise Naville traduit en français Vers le capitalisme ou vers le socialisme. Lors de séjours à Prinkipo avec Trotski, elle révise la traduction en allemand de plusieurs de ses écrits. Elle l'accompagne à Copenhague en 1932, participe aux éditions et bulletins de l’opposition de gauche et du POI et assure la gérance du Bulletin de l’opposition russe en France.
De 1927 à l’immédiat avant-guerre, elle effectue bénévolement nombre de traductions pour des revues trotskistes comme La Vérité ou La Lutte des classes. Après la guerre, elle sera la traductrice d'Engels en 1950 pour la Dialectique de la nature, de Marx, de Clausewitz en 1955 pour De la guerre, de Boukharine en 1967 pour L’Économie politique du rentier.
Ses traductions du Traité de l'harmonie d'Arnold Schönberg ainsi que d'écrits de Karl Marx, Frege and Ludwig Wittgenstein sont restées inédites.
La correspondance de Denise Naville n'est pas parvenue jusqu'à nous sauf quelques rares éléments, mais les lettres qu'Aragon lui a écrites ont été publiées ainsi que celle de sa cousine Simone Breton.
Denise Naville meurt à Paris le 20 janvier 1969.

## Œuvres

### Traductions
- Leonce et Lena, Georg Büchner, Commerce, 1924.
- Correspondance complète, Friedrich Hölderlin. Paris: Gallimard, 1948.
- Interview avec la mort, Hans Erich Nossack. Paris: Gallimard, 1948.
- Dialectique de la nature by Friedrich Engels. Paris: Marcel Rivière, 1950.
- De la guerre, Carl von Clausewitz. Paris, Les Éditions de Minuit, 1955. Préface de Camille Rougeron, Introduction de Pierre Naville.
- L'Économie politique du rentier, Nikolaï Boukharine.

### Autres écrits
- Textes surréalistes, La Révolution surréaliste, No. 3 (avril 1925)